# Roepera orbiculata
Roepera orbiculata är en pockenholtsväxtart som först beskrevs av Friedrich Welwitsch och Daniel Oliver, och fick sitt nu gällande namn av Beier & Thulin. Roepera orbiculata ingår i släktet Roepera och familjen pockenholtsväxter. Inga underarter finns listade i Catalogue of Life.